# Julen Larruzea
Julen Larruzea Loroño (24 de octubre de 1982) es un deportista español que compitió en duatlón. Ganó una medalla de plata en el Campeonato Europeo de Duatlón Campo a Través de 2015.

## Palmarés internacional
| Campeonato Europeo | Campeonato Europeo        | Campeonato Europeo | Campeonato Europeo |
| Año                | Lugar                     | Medalla            | Prueba             |
| ------------------ | ------------------------- | ------------------ | ------------------ |
| 2015               | Castro Urdiales ( España) | Medalla de plata   | Individual         |